# Возьми мои глаза
«Возьми мои глаза» (исп. Te doy mis ojos) — испанский кинофильм 2003 года режиссёра Исиар Больяин, вскрывающий проблемы насилия над женщинами. Фильм удостоился семи наград премии «Гойя» и двух «Серебряных раковин» Сан-Себастьянского кинофестиваля .

## Сюжет
Под покровом ночи Пилар бежит из дома в одном из спальных районов Толедо вместе с восьмилетним сыном и находит прибежище в доме сестры, художницы-реставратора, в центре Толедо. Пилар — жертва домашнего насилия, она пытается начать жизнь заново, устраивается на работу кассиром в одной из толедских церквей — достопримечательностей города. Её муж Антонио начинает поиски жены, обещает ей измениться и обратиться за помощью к психологу. Пилар даёт ему новый шанс, несмотря на скептический настрой и предупреждения от сестры. Попытки Антонио измениться не увенчиваются успехом, он вновь срывается и унижает жену, выставив её голой на балкон. В последней сцене фильма Пилар забирает свои вещи из дома Антонио в присутствии своих коллег по работе, вновь пытаясь изменить свою жизнь к лучшему.

## В ролях
- Лайя Маруль — Пилар
- Луис Тосар — Антонио
- Роса Мария Сарда — Аурора
- Кандела Пенья — Ана
- Кити Манвер — Роса
- Серхи Кальеха — терапевт
- Николас Фернандес Луна — Хуан
- Дэйв Муни — Джон